# Beth Gibbons
Beth Gibbons (4 gener 1965 -) és una cantant anglesa i compositora. És la cantant i lletrista per la banda anglesa Portishead.

## Vida
Gibbons va néixer a Exeter, Devon, i es va criar en una granja amb dues germanes. Els seus pares es van divorciar quan era jove. Als 22 anys es va traslladar a Bath, i després a Bristol per començar la seva carrera de cant, on va conèixer Geoff Barrow, el seu col·laborador futur al grup Portishead. La seva tesitura és de contralto.

## Carrera
Amb Adrian Utley, Gibbons i Barrow van publicar el primer àlbum amb Portishead, Dummy, el 1994, i ha produït dos altres àlbums d'estudi, un àlbum de música en directe i diversos singles. També ha col·laborat en un projecte per separat amb el baixista de Talk Talk, Paul Webb (Rustin Man). Abans d'unir-se amb Geoff Barrow a Portishead, va fer una audició com a cantant a .O.rang, el grup format per Webb després que Talk Talk deixés la casa EMI a finals dels 80s, però l'èxit sobtat de Portishead ho va deixar aturat. A l'octubre de 2002, van publicar l'àlbum Out of Season al Regne Unit sota el nom de Beth Gibbons i Rustin Man. L'àlbum arribà al número 28 al UK Albums Chart. Va ser publicat als Estats Units un any més tard.
Ha citat Nina Simone, Edith Piaf, Sugarcubes, Pixies i Elizabeth Fraser del Cocteau Twins com influències musicals.
Gibbons fou també jutge a la desè Independent Msuica Awards per donar suport les carreres dels artistes independents.
Al juny 2013, Gibbons va anunciar idees per un àlbum sola amb la marca Domino Records. Va contribuir amb la veu a una versió del tema "Black Sabbath" amb la banda britànica de metal Gonga, es va titular "Black Sabbeth", publicat el 24 d'abril de 2014.

## Discografia

### Portishead
- Dummy (1994)
- Portishead (1997)
- Roseland NYC Live (1998)
- Third (2008)

### Beth Gibbons
- Out of Season (2002) amb Rustin Man
- Henryk Górecki: Symphony No. 3 (Symphony of Sorrowful Songs) (2019)
- Lives Outgrown (2024)

### Altres treballs
- "Orang" a l'àlbum Herd of Instinct (1994)
- "Jalap" a l'àlbum d' .O.rang's Fields and Waves (1996)
- "Lonely Carousel" a l'àlbum Cinema de Rodrigo Leão
- "Strange Melody" a l'àlbum endez-Vous de Jane Birkin
- "Killing Time" amb Joss Stone a Mind Body & Soul
- Banda sonora pel film de Diane Bertrand "L'Annulaire" (no publicat, 2005)
- "My Secret" a Fictions de Jane Birkin
- "Stranger in this Land" a Fried
- "Sing" amb Annie Lennox per Songs of Mass Destruction
- Banda sonora de Baby Blues de Diane Bertrand
- "Requiem for Anna" a Monsieur Gainsbourg Revisited - interpretat com a Portishead
- Banda sonora pel film "The Tempest" (2010) de Julie Taymor - "Prospera's Coda" per Elliot Goldenthal
- "Mysteries" amb Rustin Man a la banda sonora "The Russian Dolls"
- "Black Sabbeth" amb Gonga[10]
- "GMO" a Key to the Kuffs de JJDOOM